# Burg Plieningen
Die Burg Plieningen ist eine abgegangene Burg bei dem ehemaligen Gasthaus zur Sonne, heute Scharnhauser Straße 1, im heutigen Stadtteil Plieningen von Stuttgart in Baden-Württemberg.

Die Ortsadeligen Herren von Plieningen sind ab 1142 genannt und traten in Plieningen ab der ersten Hälfte des 13. Jahrhunderts als Ministeriale der Pfalzgrafen von Tübingen auf, was auf die Erbauung ihrer Burg, etwa an der Stelle des späteren Mönchhofs, um 1200 schließen lässt. Die Burg, von der keine Reste erhalten sind, wurde 1288 zerstört und 1524 als Burgstall genannt.

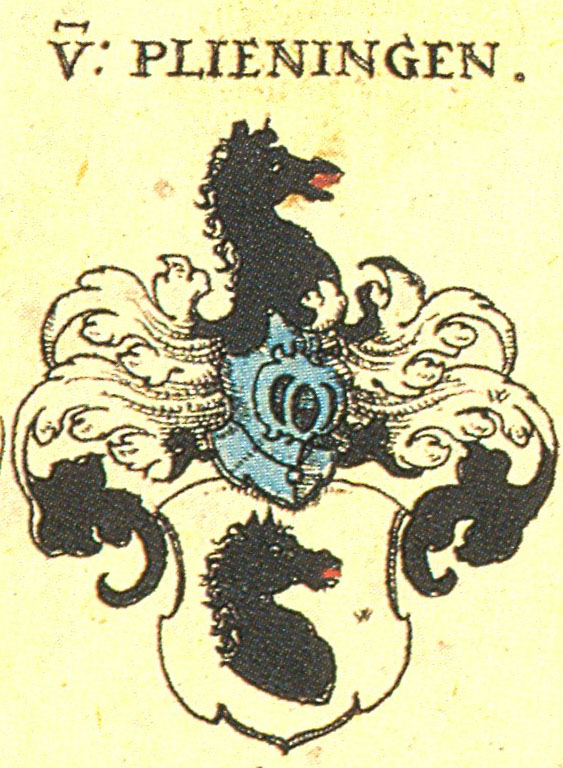
Wappen derer von Plieningen